# Влюблённые (фильм, 2012)
«Влюблённые» (фр. Belle du seigneur) — фильм 2012 года режиссёра Гленио Бондера по мотивам одноимённого романа Альбера Коэна, изданного в 1968 году. Главные роли исполняют Джонатан Рис-Майерс и Наталья Водянова.

## Сюжет
1936—1937 год. Солаль (Джонатан Рис-Майерс), красавец родом с острова Кефалония, богатый и высокопоставленный чиновник в Лиге Наций, влюбляется в замужнюю женщину Ариану (Наталья Водянова) и соблазняет её. Солаль отправляет мужа Арианы, своего подчинённого, в командировку, и покупает ей дом в Италии. Ариана забывает о муже и влюбленные отдаются чувствам. Бурная страсть, отягчённая психологической неуравновешенностью Солаля, его садистскими наклонностями, губит пару. События происходят на фоне предвоенной Европы, когда постепенно набирает силу фашизм.

## В ролях
| Актёр               | Роль    |
| ------------------- | ------- |
| Джонатан Рис-Майерс | Солаль  |
| Наталья Водянова    | Ариана  |
| Эд Стоппард         | Адриан  |
| Мария Бонневи       | Изольда |
| Марианна Фейтфулл   | Мариетт |

## Критика
Фильм получил преимущественно низкие оценки кинокритиков, которые отмечали невыразительную игру Водяновой и слабую режиссуру картины.